# Schlattmann-Programm
Das Schlattmann-Programm war ein staatlicher Investitionszwang gegenüber der Privatwirtschaft im Bereich der Stahlindustrie zur Zeit des Nationalsozialismus. Er wurde 1935 von Reichswirtschaftsminister Hjalmar Schacht ausgeübt und diente sowohl der Entlastung der defizitären deutschen Außenwirtschaftsbilanz als auch der Aufrüstung.

## Entstehung und Inhalt

### Devisenbewirtschaftung und Einfuhrbeschränkungen als Folge struktureller Zahlungsbilanzprobleme
Seit der Währungsstabilisierung von 1924 litt Deutschland unter Zahlungsbilanzproblemen. Wegen der Überbewertung der Reichsmark und der restriktiven Zollpolitik wichtiger Handelspartner verdiente die deutsche Exportindustrie nicht genügend Devisen, um die notwendigen Rohstoff- und Agrarimporte bezahlen zu können. Ausgeglichen wurde die deutsche Zahlungsbilanz durch Kapitalimporte aus dem Ausland. Diese Kapitalzufuhr versiegte, als 1931 die Weltwirtschaft in eine tiefe Krise glitt. Als Folge von Versicherungs- und Bankenzusammenbrüchen zogen die ausländischen Gläubiger ihre Gelder in derart großem Umfang ab, dass die Reichsbank einen erheblichen Teil ihrer Devisenvorräte einbüßte. Die Zahlungsunfähigkeit des international hoch verschuldeten Deutschen Reichs stand seit 1931 als reale Gefahr im Raum. Die Berliner Zentralbank begegnete ihr 1931 mit Kapitalverkehrskontrollen. Um die Zahlungsbilanz dauerhaft zu entlasten und Einfuhren durch deutsche Erzeugnisse zu ersetzen, schlug Reichswirtschaftsminister Alfred Hugenberg im Frühjahr 1933 einen zunehmenden Autarkiekurs ein. Seine Beamten konzentrierten sich zunächst auf den Agrarsektor, doch geriet bald auch die Stahlindustrie in ihr Visier. 1934 verschärfte sich die deutsche Rohstoff- und Devisenkrise: Arbeitsbeschaffung und Aufrüstung sorgten für wachsende Investitionen und eine anziehende Binnenkonjunktur, doch blieben die Exportnachfrage – und mit ihr die Devisenerlöse – unzureichend. Um wenigstens die wichtigsten Güter importieren zu können, führte Hugenbergs Nachfolger Hjalmar Schacht Mitte 1934 eine vollständige Devisenbewirtschaftung und Einfuhrbeschränkungen nach staatlich festgelegten Dringlichkeitsstufen ein.

### Die Lenkungsmaßnahmen konkurrierender NS-Behörden im Stahlbereich
Zur Devisenverteilung und Kontrolle der Rohstoffverwendung im Eisensektor wurde am 13. August 1934 im Reichswirtschaftsministerium (RWM) eine Überwachungsstelle für Eisen und Stahl eingerichtet, deren Leitung Rudolph Scheer-Hennings übernahm. Die Stelle teilte über die Devisenvergabe für Importerze den Hüttenwerken faktisch ihren Hochofenmöller zu. Neben den eigentlich zuständigen Reichsbehörden positionierte sich nun auch die NSDAP: Am 13. November 1934 erteilte Adolf Hitler seinem Wirtschaftsbeauftragten Wilhelm Keppler den „Auftrag Deutsche Rohstoffe“. In dessen Fokus stand auch die Schwerindustrie, die 70 % ihrer Eisenerze aus dem Ausland bezog. Diese Importabhängigkeit kostete nicht nur Devisen, sondern barg auch militärische Risiken: Im Kriegsfall war damit zu rechnen, dass der Gegner die Erzzufuhr unterband und die deutsche Rüstung in die Knie zwang. Um das zu verhindern, hatte Keppler nach Wegen zu suchen, wie Auslandsimporte durch einheimische Rohstoffe ersetzt werden konnten. Für die Stahlindustrie erwuchs daraus ein großes Kostenproblem, da der Abbau und die Förderung der in chemischer und physikalischer Hinsicht sehr problematischen Inlandserze die Stahlproduktion massiv verteuerten. Kostenerwägungen spielten aus Kepplers rüstungswirtschaftlicher Perspektive heraus keine Rolle. 1935 bedrängte er die widerstrebende Ruhrindustrie, die Verhüttung deutscher Eisenerze stark zu forcieren. Dabei geriet er in Konflikt mit Schacht und dem Leiter der Bergbauabteilung im RWM, Heinrich Schlattmann. Zwar forderte auch das RWM eine stärkere Verhüttung von Inlandserzen, allerdings in engeren Grenzen als Keppler und Pleiger. Diese lagen nach Auffassung des RWM dort, wo überhöhte Roheisenkosten die Wettbewerbsfähigkeit der deutschen Exportindustrie gefährdeten. Schlattmann betonte stets, dass Deutschlands „Wehrfreiheit“ durch einen angemessenen Erzbergbau unterstützt werden müsse, doch könne dies nur in dem Umfange geschehen, wie es wirtschaftlich vertretbar und tragbar sei.

### Das Schlattmann-Programm als Reaktion auf Außenwirtschaftsprobleme
Zum August 1935 kündigte Frankreich den mit Deutschland bestehenden Handelsvertrag. In Schachts System der bilateralen Außenwirtschaftsbeziehungen klaffte plötzlich eine Lücke, die zur Folge hatte, dass die Importe französischer Eisenerze gefährdet waren. Von einem reibungslosen Minettebezug war insbesondere die saarländische Stahlindustrie abhängig. Am 7. August 1935 teilte Schlattmann den deutschen Hüttenwerken mit, dass das RWM ein Programm für eine wesentliche Steigerung des heimischen Erzabbaus ausarbeiten wolle und bat die Adressaten um entsprechende Vorschläge. Die Vertreter der Stahlindustrie verständigten sich am 13. August 1935 darauf, dem RWM einen gemeinsamen Plan vorzulegen, der eine deutliche Erhöhung der inländischen Erzförderung vorsah. Dabei war man der Ansicht, „daß die Industrie die gesamten zu investierenden Gelder nicht aufbringen kann und daher von seiten des Reiches unterstützt werden muß.“ Mitte August 1935 wurden die Pläne auf einer Sitzung der Ruhrwerke in Berlin diskutiert und danach in einer Denkschrift  zusammengefasst, die der Industrielle Hermann Wenzel Mitte September persönlich im RWM abgab.
Die Ruhrwerke rechneten dem RWM in ihrem Memorandum vom 10. September 1935 die Kosten vor, die an ihren Gruben- und Hüttenstandorten entstehen würden, wenn sie die Eisenerzförderung in ihrem Verantwortungsbereich bis Jahresende 1936 um 4,3 Mio. t steigern und diese zusätzlichen Mengen verhütten würden: Dies waren einmalige Investitionskosten in Höhe von 40,5 Mio. RM und eine dauerhafte Erhöhung der Produktionskosten von 19 Mio. RM pro Jahr. Die Werke lehnten es ab, diese Bürde selbst zu tragen und erhoben die Forderung, auf dem Verhandlungsweg zu klären, wer diese Investitionen finanzieren und ihnen die „nachgewiesene Dauerbelastung“ finanziell erstatten sollte. Über die nachfolgenden Verhandlungen mit dem Reich klagte ein Vorstandsmitglied der Mannesmann AG, dass sie „zum Teil einen recht scharfen Charakter angenommen haben. Die zurückhaltende oder gar ablehnende Stellung der Hochofenleute gegenüber der Forderung, deutsche Erze in erheblichem Masse einzusetzen, wird sehr übel vermerkt und hat zu der Drohung Anlass gegeben, dass scharf durchgegriffen werden müsse, um das Problem der deutschen Erze zu lösen.“ Am 30. November 1935 legte das RWM den Ruhrwerken ein eigenes Erzprogramm vor, das deren Vorschlag vom 10. September zwar aufnahm, aber rund 40 % höhere Förderziele formulierte. Anfang Dezember 1935 verständigten sich Schlattmann und die Ruhrindustriellen über einen zweistufigen Plan, der die zusätzliche Förderung von 5,8 Mio. t Inlandserz mit einem Eisengehalt von 1,7 Mio. t aus dem Verantwortungsbereich der Ruhrwerke vorsah. Letztere hatten nicht nur Zugeständnisse bei den Mengen gemacht, sondern auch ihre Forderungen nach staatlichen Zahlungen aufgegeben. Am 24. Januar 1936 trat das sog. Schlattmann-Programm in Kraft.

### Schachts Etappensieg
Das Schlattmann-Programm war ein Etappensieg Schachts, der die weltwirtschaftliche Integration Deutschlands sicherstellen wollte. Die radikaleren, ausschließlich von rüstungstechnischen Erwägungen bestimmten Pläne Kepplers konnten sich nicht durchsetzen. Dessen Büro hatte sogar unfreiwillig an der eigenen Niederlage mitgewirkt, indem es die Ruhrindustrie mit viel weitergehenden Forderungen überzogen und sich dabei im Ton vergriffen hatte. So waren die Stahlindustriellen von Kepplers Mitarbeiter Paul Pleiger der „Sabotage“ und der „Gemeinheit“ bezichtigt worden. Unter diesen Umständen zog es die Ruhr schon aus taktischen Erwägungen vor, Differenzen mit dem RWM zu vermeiden und sich rasch mit Schacht und Schlattmann zu einigen. Schachts Sieg war jedoch nur temporärer Natur. Nach Verkündung des Vierjahresplans im Herbst 1936 übernahm das von Hermann Göring gegründete Amt für deutsche Roh- und Werkstoffe die Regie. In dieser von Fritz Löb geleiteten parteinahen Behörde hatte Pleiger das Hauptreferat für Metalle inne und trieb die Realisierung seiner Pläne ab Dezember 1936 energisch voran. Schacht und das RWM hatten das Nachsehen. Ende 1937 trat Schacht als Reichswirtschaftsminister zurück. Schlattmann folgte ihm. Beide hatten die nationalsozialistische Aufrüstung seit 1933 gefördert, dabei aber die betriebs- und volkswirtschaftlichen Realitäten nicht völlig aus den Augen verloren.